# Benjaminiella multispora
Benjaminiella multispora är en svampart som beskrevs av Benny, Samson & M.C. Sriniv. 1985. Benjaminiella multispora ingår i släktet Benjaminiella och familjen Mucoraceae.   Inga underarter finns listade i Catalogue of Life.